# Sandrine Soubeyrand
Sandrine Soubeyrand (Saint-Agrève, 16 de agosto de 1973) es una futbolista francesa y luego entrenadora. Jugó de volante defensiva como internacional de 1997 hasta principios de los años 2010. Participó cuatro veces en la Eurocopa Femenina (en 1997, 2001, 2005 y 2009) y dos veces en la Copa Mundial Femenina (en 2003 y 2011). En 2012 participó en los Juegos Olímpicos de Londres.
Jugó la mayoría de su carrera con el club FCF Juvisy, entre 2000 y 2014.
En 2014, es elegida para entrenar a la selección femenina de fútbol sub-17.
Desde octubre de 2018, entrena en el club París FC.